# Sainte-Sabine-sur-Longève
Sainte-Sabine-sur-Longève ist eine französische Gemeinde mit 729 Einwohnern (Stand: 1. Januar 2022) im Département Sarthe in der Region Pays de la Loire. Sie gehört zum Arrondissement  Mamers und zum Kanton Loué (bis 2015: Kanton Conlie). Die Einwohner werden Sabinois genannt.

## Geographie
Sainte-Sabine-sur-Longève liegt etwa 16 Kilometer nordnordwestlich von Le Mans. Umgeben wird Sainte-Sabine-sur-Longève von den Nachbargemeinden Saint-Jean-d’Assé im Norden und Osten, La Bazoge im Südosten, La Chapelle-Saint-Fray im Süden, Domfront-en-Champagne im Südwesten sowie Mézières-sur-Longève im Westen und Nordwesten.

## Bevölkerungsentwicklung
| Jahr                      | 1962 | 1968 | 1975 | 1982 | 1990 | 1999 | 2006 | 2013 |
| Einwohner                 | 496  | 508  | 468  | 543  | 569  | 563  | 609  | 734  |
| Quelle: Cassini und INSEE |      |      |      |      |      |      |      |      |

## Sehenswürdigkeiten

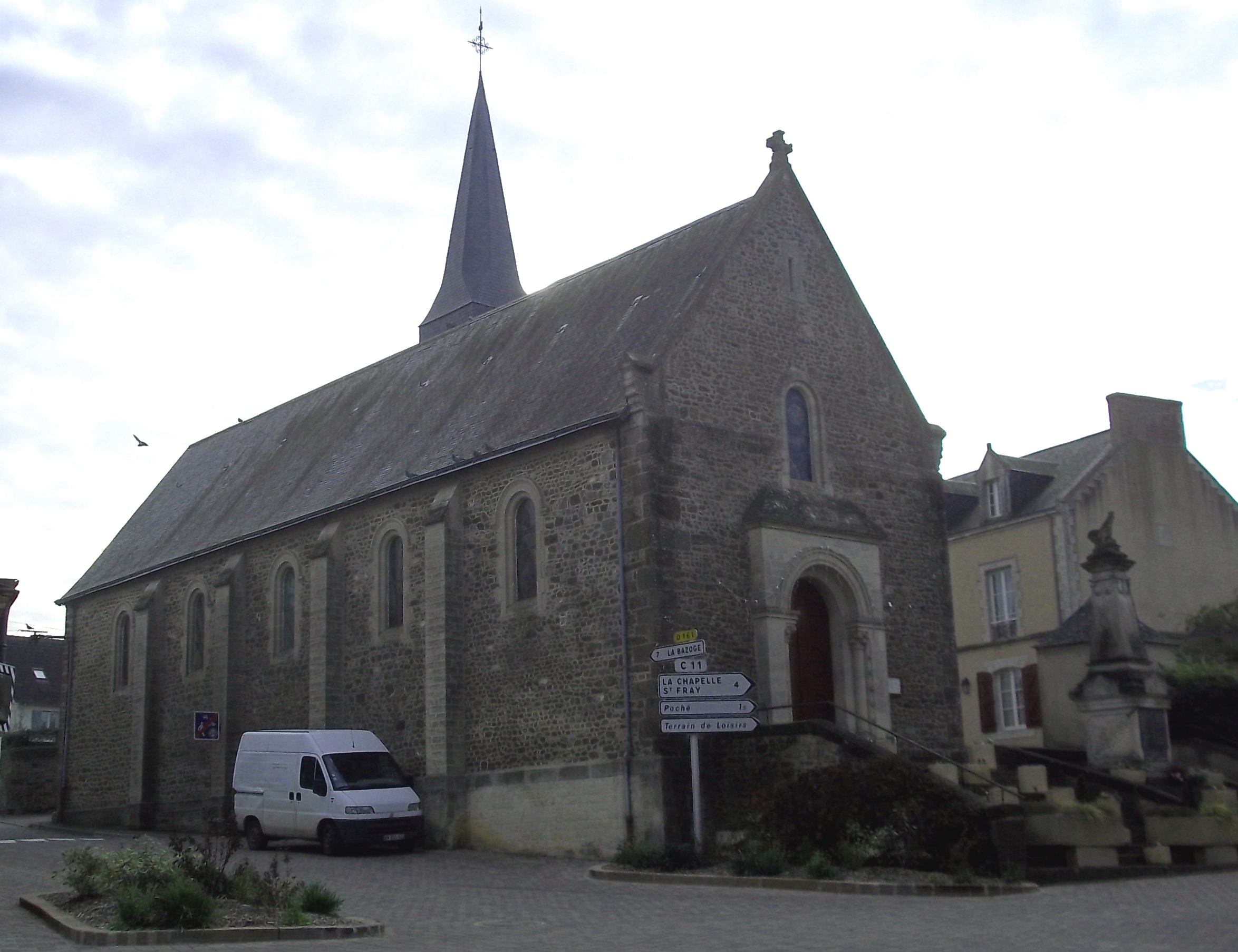
Kirche Sainte-Sabine

- Kirche Sainte-Sabine